# Танго за трима
Танго за трима (на английски: Three to Tango) е американска романтична комедия от 1999 година с участието на Матю Пери, Нийв Кембъл, Дилън Макдърмот и Оливър Плат.

## Сюжет
Действието на филма се развива в Чикаго през 1990-те. Оскар Новак (Матю Пери) и Питър Стейнбърг (Оливър Плат) са двама приятели и партньори в архитектурна фирма. Те се състезават с други архитекти да получат парите и правото да реставрират културен център. Поради недоразумение, техният шеф, Чарлс Нюман (Дилън Макдермот) счита, че те и двамата са гейове и поради тази причина назначава Оскар да наблюдава любовницата му докато той отсъства. Той също така им дава и работата. Оскар, бидейки в неведение, че е считан за хомосексуалист, се влюбва в любовницата на шефа си, Еми. Следват още смешни недоразумения и сцени, докато накрая Оскар и Еми се събират и разкриват истинските си чувства.

## Телевизионен дублаж
| Преводач            | Ваня Георгиева                                           |
| Тонрежисьор         | Петър Макавеев                                           |
| Режисьор на дублажа | Тодор Георгиев                                           |
| Озвучаващи артисти  | Даринка Митова Марин Янев Христо Бонин Станислав Пищалов |
| Обработка           | Студио „Тайтъл Бе-Ге“                                    |